# Citokrom
Citokrom je bjelančevina iz skupine hemoproteina. Sadrži željezo (prostetička skupina hem). U kloroplastima i mitohondrijima dio je lanca u kojem se prenose elektroni zbog čega su odgovorni za stvaranje adenozin trifosfata.